# Dreata
Dreata é um gênero de mariposa pertencente à família Eupterotidae.